# Fossilienmuseum des Monte San Giorgio
Das Fossilienmuseum des Monte San Giorgio in Meride im Schweizer Kanton Tessin zeigt Funde und Illustrationen von Sauriern, Fischen, wirbellosen Tieren und Pflanzen aus dem Südtessin. Es wurde am 13. Oktober 2012 in einem nach Plänen von Mario Botta umgebauten Gebäude in der Via Bernardo Peyer 9 eröffnet. 

## Ausstellung
Auf drei Etagen werden Exponate von einer der wichtigsten Fossillagerstätten der Welt präsentiert. Im ersten Geschoss führt ein ca. 18-minütiger Film in die Geschichte der Erforschung dieser Lagerstätte ein und zeigt mit den Fossilien der Besano-Formation die ältesten Exponate aus dem Monte San Giorgio. Im zweiten Geschoss folgen die jüngeren Funde der Meride-Formation, im dritten die 200 Mio. Jahre alten Ablagerungen des Jura aus den Steinbrüchen von Arzo.
Die ersten Fossilien wurden im 19. Jahrhundert dort entdeckt, als Ölschiefer für die Herstellung einer pharmazeutischen Bitumensalbe Saurolo in Stollen abgebaut wurde. Sie erweckten seit dem Jahr 1850 die Aufmerksamkeit Schweizer und italienischer Paläontologen.

## Bedeutung der Funde
Die etwa 600 Meter dicken Ablagerungen von Kalk und bituminösem Tonstein am Monte San Giorgio enthalten fünf besonders reiche Fundschichten eines subtropischen Meeresbeckens. Ihr Alter reicht von ca. 243 Mio. bis 180 Mio. Jahre. Es finden sich hauptsächlich marine Lebewesen, vereinzelt aber auch auf dem Land lebende Saurier, Insekten und Pflanzen. Die Funde zeigen die Entwicklung der Tiere und Pflanzen im Vergleich zu anderen Lagerstätten in einer ungewöhnlichen Kontinuität. 2003 erfolgte deshalb für den Schweizer Bereich dieses Gebietes die Anerkennung als UNESCO-Weltnaturerbe. Für das italienische Gebiet folgte die Aufnahme im Jahr 2010. Einige der besonders herausragenden Funde vom Monte San Giorgio werden auch im Paläontologischen Museum Zürich gezeigt.

## Bilder

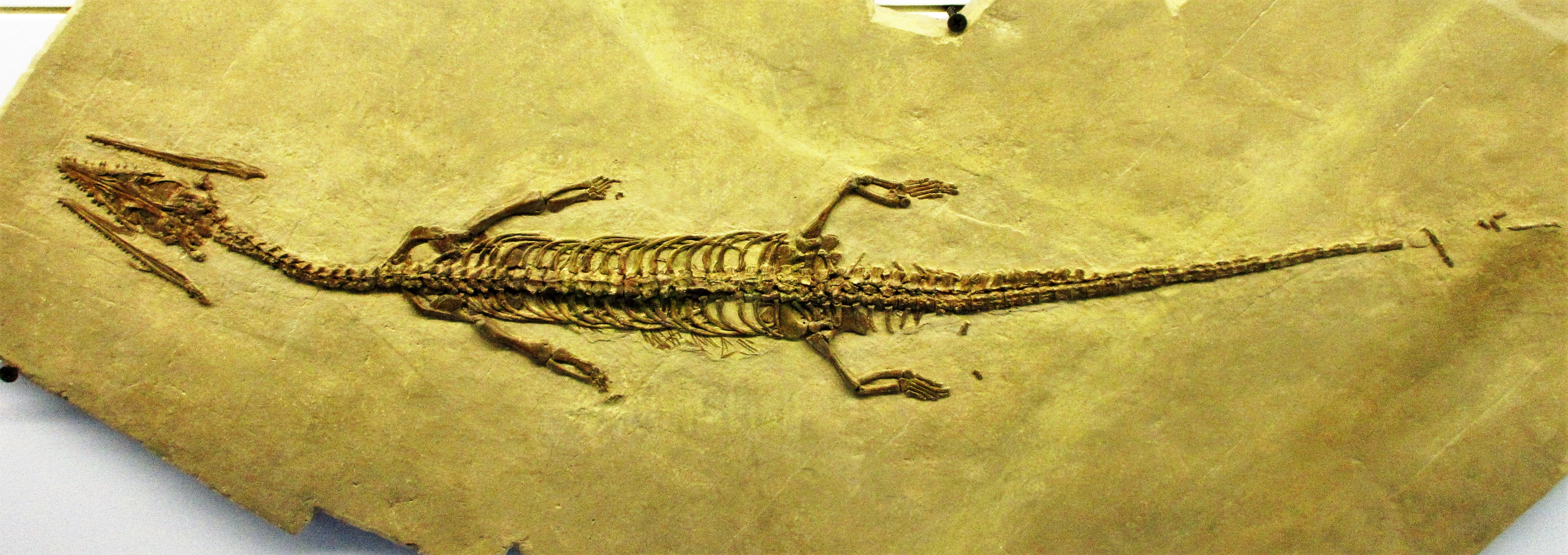
Serpianosaurus mirigiolensis
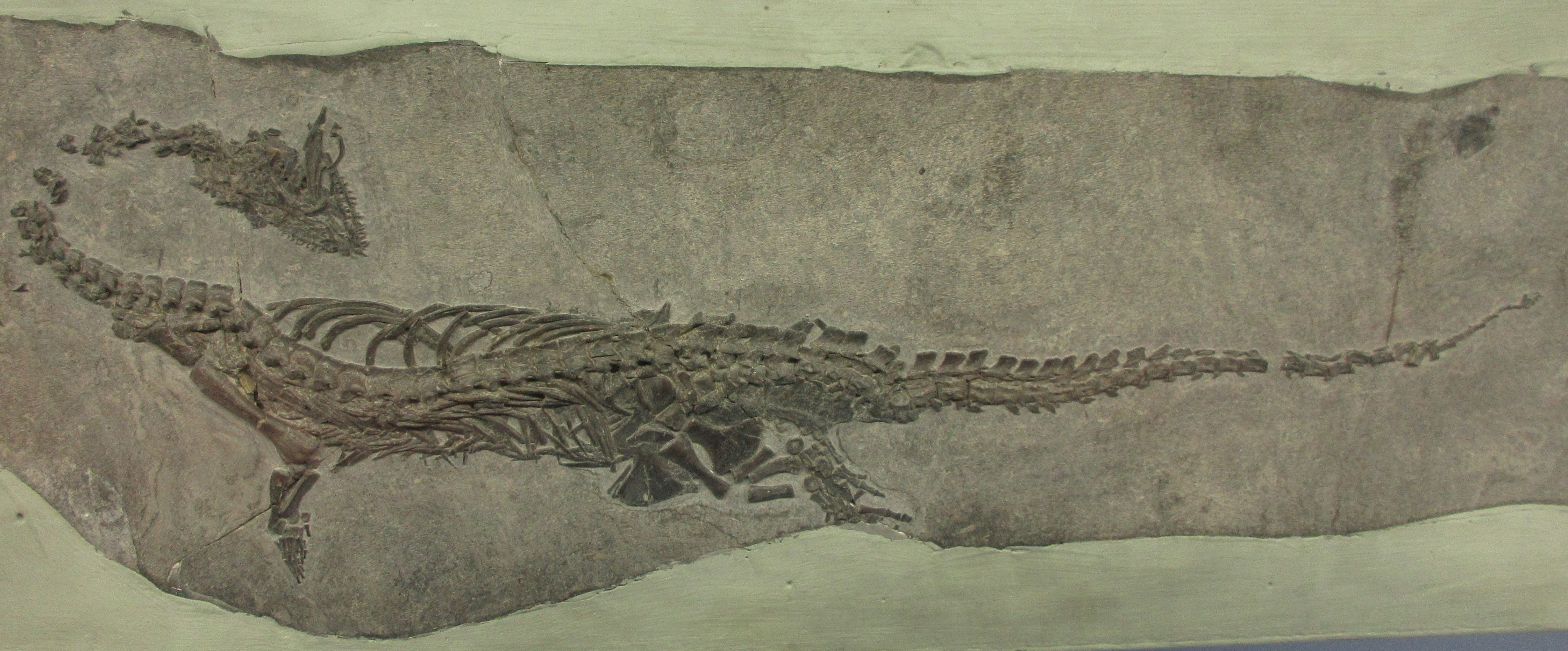
Neusticosaurus edwardsii
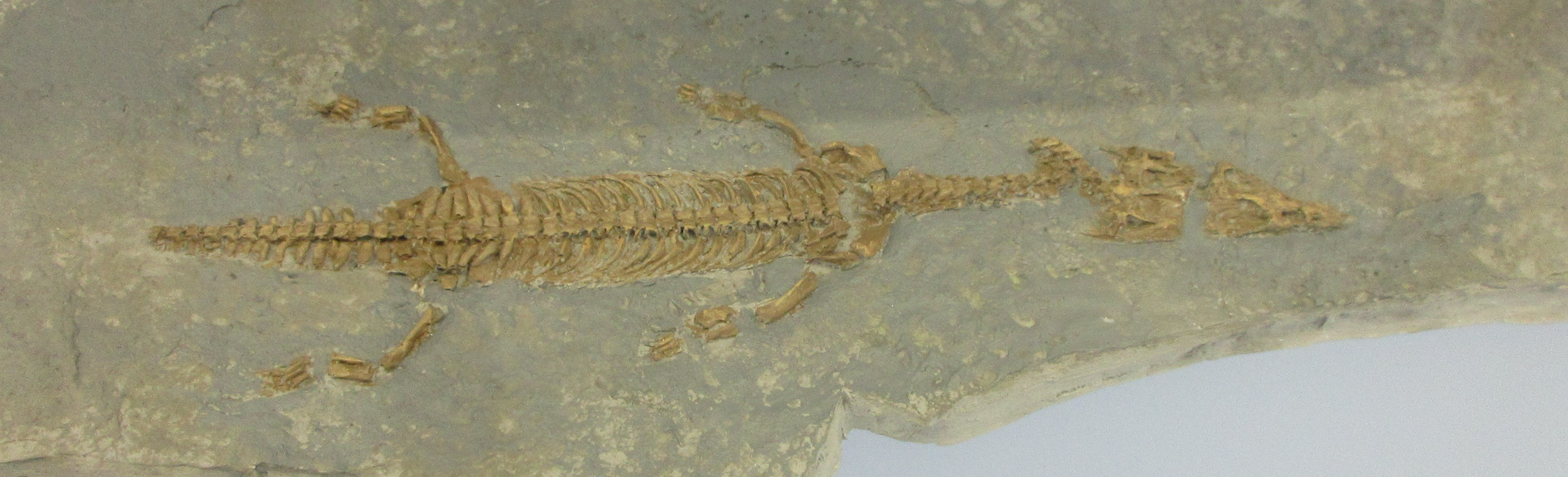
Lariosaurus sp.
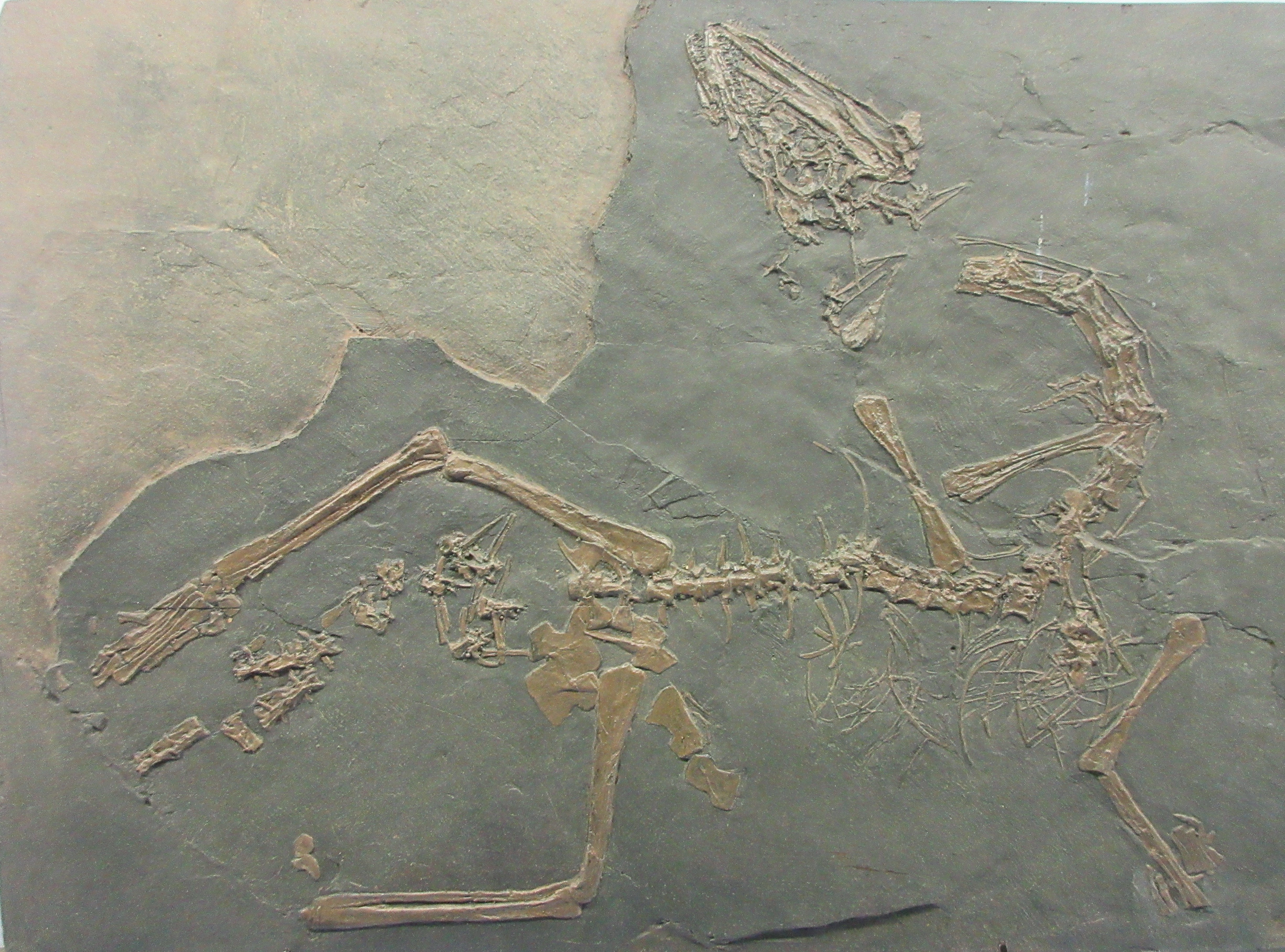
Macrocnemus bassani